# Oscar Alder

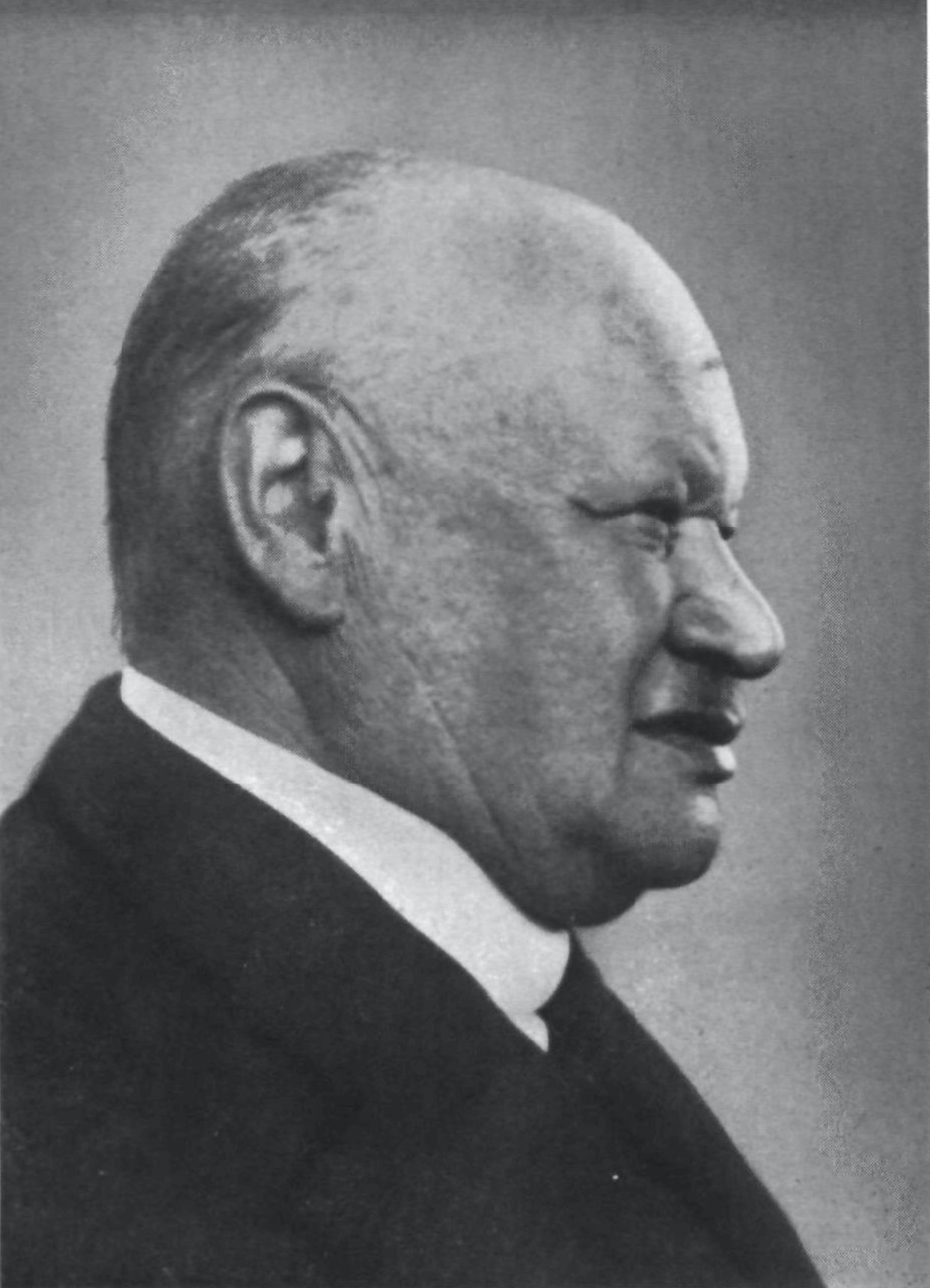
Redaktor Oscar Alder, um 1943

Oscar Alder (* 7. November 1870 in Herisau; † 10. Februar 1943 in Herisau; heimatberechtigt in Herisau) war ein Schweizer Publizist und Chefredaktor aus dem Kanton Appenzell Ausserrhoden.

## Leben
Oscar Alder war der Sohn von Robert Alder, Kaufmann und Teilhaber des Textilhandelshauses Alder & Meyer in Herisau, und der Anna Ida Alder geborene Wirth. 1902 heiratete er Katharina Zwicky, Krankenpflegerin und Tochter von Kaspar Zwicky. In jungen Jahren arbeitete er als Tapezierermeister in Herisau und Zürich. Von 1906 bis 1916 war er Verwalter im Lagerhaus der Firma Otto Lobeck in Winkeln (heute St. Gallen).
Seine publizistische Tätigkeit begann 1911 mit der Bearbeitung der Landeschronik in den Appenzellischen Jahrbüchern (bis 1941). Von 1920 bis 1943 war Oscar Alder deren Chefredaktor. Zuvor erhielt er den Posten des Chefredaktors des Appenzeller Anzeigers und des Neuen Appenzeller Kalenders (sogenannter Häädler Kalender) in Heiden und übte diesen in den Jahren 1916 bis 1941 aus. Oscar Alder führte den Appenzeller Anzeiger auf der Linie der Fortschrittlichen Bürgerpartei, der späteren FDP, und stand in den 1930er Jahren im Gegensatz zum Demokraten des Nationalrats Hans Konrad Sonderegger von Heiden. Er betrieb autodidaktische Studien in Lokalgeschichte mit zahlreichen Publikationen, vor allem in den Appenzellischen Jahrbüchern. Von 1919 bis 1931 wirkte er als Aktuar der Fortschrittlichen Bürgerpartei von Appenzell Ausserrhoden. Später, von 1917 bis 1922, war er Aktuar der staatswirtschaftlichen Kommission. Von 1937 bis 1941 war er Präsident des Ostschweizer Presseverbands und von 1916 bis 1943 Vorstandsmitglied der Appenzellischen Gemeinnützigen Gesellschaft (AGG).

## Werke
- Das appenzellische Wirtschaftswesen und seine geschichtliche Entwicklung. Schläpfer, Herisau 1914.
- 100 Jahre Appenzeller Zeitung 1828–1928. Verlag der Appenzeller Zeitung, Herisau 1928.